# Ligne 39 du tramway de Galați
Pour les articles homonymes, voir Ligne 39.
La ligne 39 est une ligne de tramway longue de 8.3 km, en service depuis 1984, et circule sur le territoire de Galați en Roumanie. Elle traverse la ville de nord au sud.
L'aménagement urbain de la ligne a été réalisé par les architectes urbanistes de TransUrb et de la mairie de Galați (quais, stations, revêtements, plantations, mobiliers urbains).

## Tracé
Les stations du tracé retenu sont listées ci-dessous :
|  |  |   |  |  | Stations                   | Lat/Long                     | Zone | Quartiers       | Correspondances[réf. nécessaire] |
|  |  | - |  |  | -------------------------- | ---------------------------- | ---- | --------------- | -------------------------------- |
|  |  | o |  |  | Terminus Cimitir Israelit  | 45° 27′ 55″ N, 28° 01′ 14″ E | 3    | Nord            | 39b                              |
|  |  | o |  |  | Bd. Stefan cel Mare        | 45° 27′ 54″ N, 28° 01′ 53″ E | 3    | Nord            | 39b                              |
|  |  | o |  |  | Depou Traian               | 45° 27′ 36″ N, 28° 01′ 55″ E | 3    | Traian          | 39b                              |
|  |  | o |  |  | Patinoar                   | 45° 27′ 18″ N, 28° 01′ 55″ E | 3    | Aéroport        | 36 39b Bus 26 Bus 34             |
|  |  | o |  |  | Aviatiei                   | 45° 27′ 20″ N, 28° 02′ 01″ E | 3    | Aéroport        | 1 36 39b Bus 26 Bus 34           |
|  |  | o |  |  | Henri Coanda - Micro 38-39 | 45° 27′ 18″ N, 28° 01′ 27″ E | 3    | Aéroport        | 1 36 39b 40 Bus 34               |
|  |  | o |  |  | Traian Vuia - Micro 38-40  | 45° 27′ 02″ N, 28° 01′ 25″ E | 3    | Aéroport        | 1 36 39b 40 Bus 34               |
|  |  | o |  |  | Aurel Vlaicu - Micro 40    | 45° 26′ 56″ N, 28° 01′ 32″ E | 3    | Aéroport        | 1 36 39b 40 Bus 34               |
|  |  | o |  |  | I.C.Frimu - Tecuci         | 45° 26′ 35″ N, 28° 01′ 19″ E | 3    | I.C.Frimu       | 1 36 39b 40                      |
|  |  | o |  |  | Piața Energiei             | 45° 26′ 25″ N, 28° 01′ 14″ E | 3    | Siderurgiștilor | 37 39b 40                        |
|  |  | o |  |  | I.R.E.G                    | 45° 26′ 12″ N, 28° 01′ 26″ E | 3    | Siderurgiștilor | 37 39b 40                        |
|  |  | o |  |  | Flora                      | 45° 25′ 52″ N, 28° 01′ 16″ E | 3    | Dunărea         | 37 39b 40 42                     |
|  |  | o |  |  | Prelungirea Brailei        | 45° 25′ 37″ N, 28° 01′ 07″ E | 3    | Dunărea         | 37 39b 40 42                     |
|  |  | o |  |  | Spitalul Judetean          | 45° 25′ 14″ N, 28° 01′ 14″ E | 3    | Dunărea         | 37 39b 40 42                     |
|  |  | o |  |  | Spatele Spitalul Judetean  | 45° 24′ 59″ N, 28° 01′ 26″ E | 3    | Dunărea         | 37 39b 40 42                     |
|  |  | o |  |  | Dunarea - Micro 19         | 45° 24′ 43″ N, 28° 00′ 52″ E | 3    | Dunărea         | 7 37 39b40                       |

Les noms des stations ne sont pas définitifs. Les coordonnées et les zones sont approximatives.

## Œuvres artistiques
- Statue du parc de la Patinoire de Galați
- Statue de la Piața Energiei
- Statue du complexe Flora
- Statue du parc de la Salle des Sports